# Ephippiorhynchus
Genre
Le genre Ephippiorhynchus comprend deux espèces tropicales d'oiseaux appartenant à la famille des Ciconiidae.

## Liste des espèces
D'après la classification de référence (version 14.1, 2024) de l'Union internationale des ornithologues, il y a 2 espèces du genre Ephippiorhynchus (ordre philogénique) :
- Ephippiorhynchus senegalensis (Shaw, 1800) – Jabiru d'Afrique ;
- Ephippiorhynchus asiaticus (Latham, 1790) – Jabiru d'Asie.

## Référence
- (en) Congrès ornithologique international : Ephippiorhynchus dans l'ordre Ciconiiformes (consulté le 20 mai 2015)
- (fr + en) ITIS : Ephippiorhynchus